# Талгарт
Талга̀рт (на уелски: Talgarth) е град в Югоизточен Уелс, графство Поуис. Разположен е около река Лънви на около 35 km на север от столицата Кардиф. Селското стопанство и туризма са основните отрасли на икономиката на града. В Талгарт през месец август се провежда ежегоден музикален фестивал за класическа музика. Населението му е 1645 жители според данни от преброяването през 2001 г.